# Hernán Petrik
Hernán Petrik, vollständiger Name Rodrigo Hernán Petrik Vidal, (* 21. Oktober 1994 in Punta del Este) ist ein uruguayischer Fußballspieler.

## Karriere

### Verein
Der 1,86 Meter große Mittelfeld- bzw. Defensivakteur Petrik absolvierte in der Spielzeit 2013/14 24 Spiele in der Segunda División für den Club Atlético Atenas. Ein Tor erzielte er nicht. Am Saisonende stieg sein Verein in die höchste uruguayische Spielklasse auf. Im Juni und Juli 2014 absolvierte er dann gemeinsam mit den uruguayischen Spielern Federico Tabeira und Sebastián Cal im Rahmen einer Probetrainingszeit die Saisonvorbereitung beim tschechischen Erstligisten FC Slovan Liberec. Anschließend kehrte er jedoch zu seinem uruguayischen Klub zurück. In der Saison 2014/15 lief er elfmal (kein Tor) in der Primera División auf. Nach dem Abstieg am Saisonende sind dort keine weiteren Einsätze mehr für ihn verzeichnet. Mitte Januar 2016 schloss er sich dem Club Atlético Peñarol an. In der Saison 2015/16 kam er bei den „Aurinegros“, die in jener Spielzeit die uruguayische Meisterschaft gewannen, allerdings nicht zum Einsatz.

### Nationalmannschaft
Am 19. Mai 2015 wurde er von Trainer Fabián Coito für den vorläufigen Kader der U-22 nominiert, die im Juli 2015 bei den Panamerikanischen Spielen 2015 in Toronto antreten wird.

### Erfolge
- Uruguayischer Meister: 2015/16